# St. Karin (Visby)

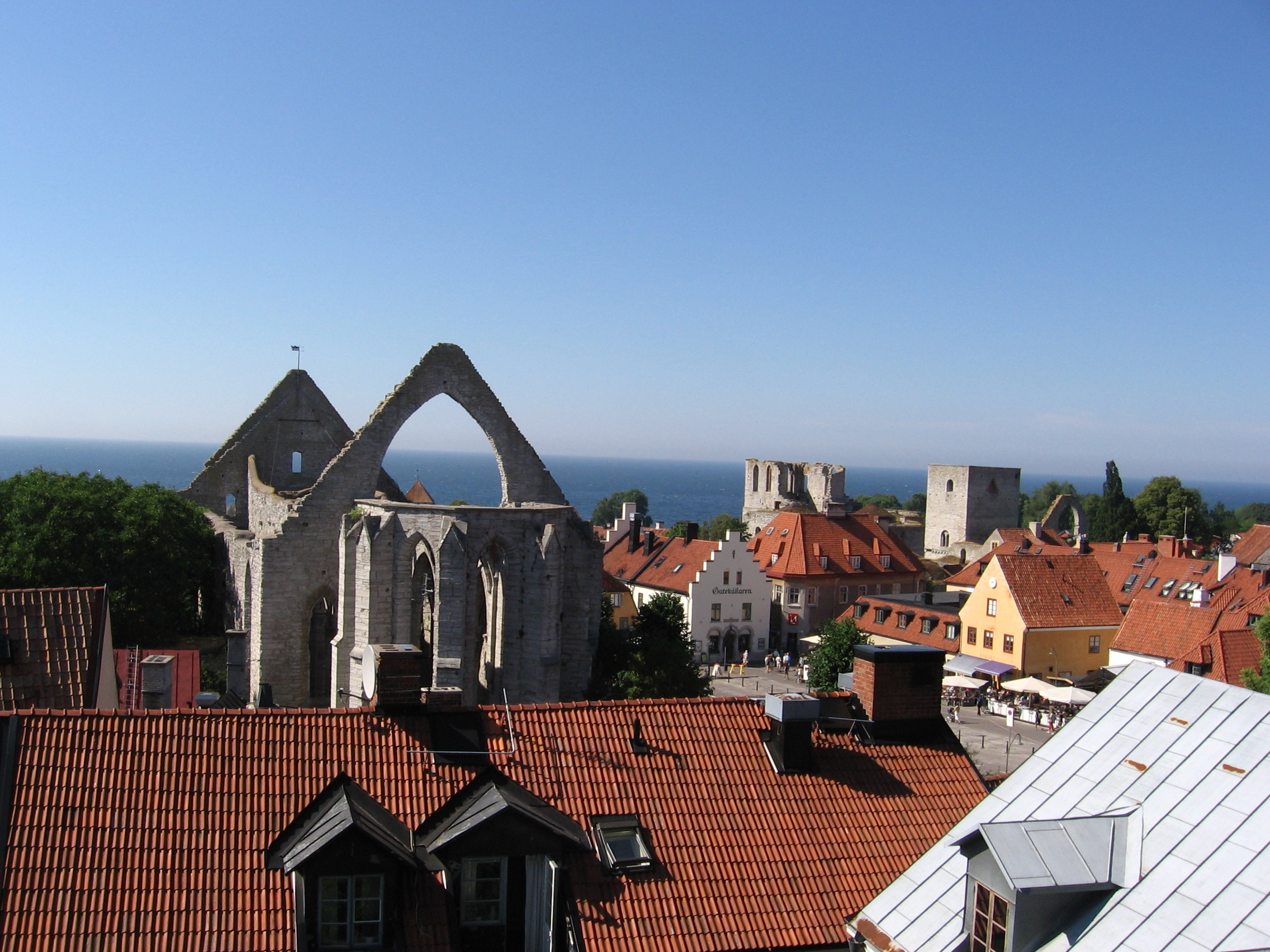
Blick auf St. Karin

Die Kirchenruine St. Karin, auch St. Katarina, liegt in Visby auf der schwedischen Insel Gotland. Die Kirche und das zugehörige Kloster wurden im Jahre 1233 von dem 1210 gegründeten Franziskanerorden gegründet und etwa 1250 vollendet. Von hier ging auch die Gründung der Franziskanerklöster auf dem schwedischen Festland in Enköping, Skara, Söderköping, Uppsala und Stockholm aus. Die Kirchenruine gilt als die schönste von Visby.
Gemäß der Ordenspraxis wurde die Kirche als einschiffiges Langhaus mit Kreuzgewölbe gebaut. Zu Beginn des 14. Jahrhunderts wurde sie nach dem Vorbild der St.-Nikolai-Kirche der Dominikaner in eine dreischiffige Hallenkirche mit zunächst schräg angesetztem Chor verwandelt. Ende des Jahrhunderts erfolgte am Chor bereits der nächste, 1388 vollendete Umbau. Die um 1400 vollendeten Gewölbe des Langhauses stürzten kurz nach ihrer Errichtung ein. Das danach weiter umgebaute Langhaus wurde jedoch nicht vollendet. Eine Besonderheit stellen die aus Ziegelsteinen errichteten Gewölbe dar. Nach der Eroberung durch die Lübecker im Jahre 1525 verfiel die Kirche.
Das Kloster blieb relativ bescheiden. Die Anzahl der Mönche bewegte sich wahrscheinlich um die erforderliche Zahl von dreizehn. Es hatte bis zum Ende der 1520er Jahre Bestand; dann begann es ebenfalls zu verfallen. Der westliche Bereich blieb, weitestgehend verändert, erhalten.
In den südlichen Anbauten der Kirche befindet sich eine während des Sommers geöffnete Ausstellung über die Kirchen in Visby.